# وادي عيون الحرامية
وادي عيون الحرامية، هو وادي يقع في الضفة الغربية، ويتربع على خط رئيس للقوافل العسكرية والتجارية يتوسط الضفة الغربية، ويتحد مع وادي الحومة القادم من الشرق ووادي قيس ووادي النمر القادم من الشمال ووادي شريف من الغرب شمال غرب سلواد لتصب جميعها في وادي اليلاط.

## الاسم
الحرامية بالعامية تعني اللصوص وأتت من الحرام وذكر الاسم في 1888 في مسح غرب فلسطين باسم وادي الحرامية (بالإنجليزية: the valley of the robbers)‏

## عمليات فدائية
- اغتيال ضابط بريطاني وزوجته عام 1923، واتهمت الاستعمار البريطاني شابين من بلدة سلواد وأعدمتهم.[4]

- 1936- 1938 معارك وادي البلاط

- 2002، نفذ ثائر كايد حماد من قرية سلواد عمليته ضد الحاجز العسكري الإسرائيلي في المنطقة، قتل فيها 10 جنود إسرائيليين ومستوطناً، وأصاب 9 جنود.[5]

- آب/ أغسطس 2022، نُفذت عملية إطلاق نار جديدة استهدفت حافلة للمستوطنين من أراضي بلدة سلواد القريبة.
- 5 نوفمبر 2022، مقتل مصعب نفل من قرية المزرعة الشرقية خلال إلقائه الحجارة على مركبات جيش الاحتلال ومستوطنيه في منطقة عيون الحرامية، وقبل أيام اعتقل أصدقائه بعد إلقائهم زجاجات حارقة في ذات المنطقة.

## كُتب عنه
وصفه الرحالة والمؤرخ الدمشقي نعمان قساطلي «ثم سرنا في ذلك الوادي إلى أن وصلنا إلى عيون الحرامية ، وقد نظرنا بعض نواويس في طريقنا بذلك الوادي على الجانبين . وعيون الحرامية تحتوي على خمسة عيون صغيرة عن يسار الطريق ، وهناك آثار بركة كبيرة من حجارة كبيرة ، وبئر ماء...» 

## في السينما
- عيون الحرامية : فيلم دراما فلسطيني من إنتاج وإخراج نجوى نجار، وهو مستوحى من قصة حقيقية وهي عملية عيون الحرامية ضد جنود الجيش الإسرائيلي في وادي عين الحرامية قرب قرية سلواد في رام الله عام 2002.[7][8]